# Elsa Oeltjen Kasimir
Elsa Oeltjen Kasimir, slovenska slikarka in kiparka, * 3. avgust 1887, Ptuj, † 5. december 1944, Haloze.
Oče ji je bil slikar in risar Alojzij Kasimir, mati ji je bila Terezija (roj. Stary). Študirala je na liceju v Gradcu in kiparstvo na šoli za umetno obrt na Dunaju, delala pa v ateljeju Franza Metznerja. Leta 1910 je spoznala nemškega slikarja Jana Oeltjna, s katerim sta se leto za tem poročila. Uveljavila se je kot portretna slikarka in kiparka v žgani glini. Več njenih del hrani Umetnostna galerija Maribor, nekatere tudi Pokrajinski muzej Ptuj.

## Dela
- spomenik padlih v učitelj. seminarju v Oldenburgu
- vodnjak na šolskem dvorišču v Oldenburgu
- portret svojega moža
- 90 reliefnih plastik na kolodvorskem poslopju v Oldenburgu
- nagrobni spomenik pri Bremenu
- nagrobni spomenik rodbine Dernovšek v Mariboru
- figuralne skupine
- vrtna figuralna plastika